# Sinus Medii

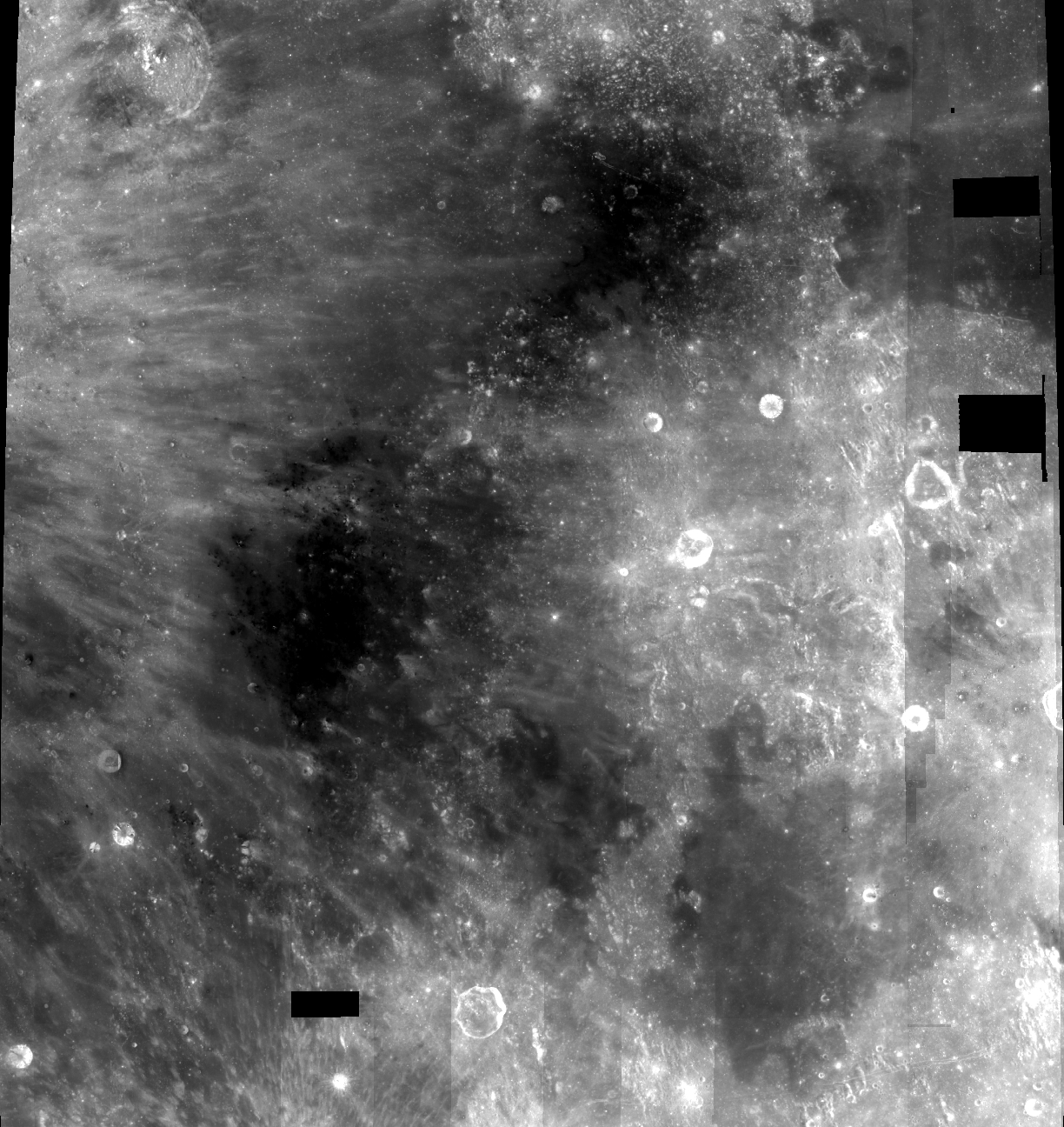
La mer Sinus Medii, à partir de photographies de la sonde lunaire américaine Clementine.

Sinus Medii (baie du centre, en français), est une petite mer située à l'intersection entre l'équateur de la Lune et le méridien de référence lunaire à peu près au milieu de la face visible de notre satellite. Elle est entourée par la Mare Insularum à l'ouest et la mer des Vapeurs (Mare Vaporum) au nord. Il s'agit du point le plus proche de notre planète et un observateur placé en ce point verrait la Terre au zénith. Cette mer est baptisée par Johann Heinrich von Mädler.
La sonde spatiale Surveyor 6 de la NASA s'est posée le 7 novembre 1967 au sud-ouest de la plaine pour étudier le sol et photographier les environs. 